# Flutkatastrophe in West- und Zentralafrika 2010

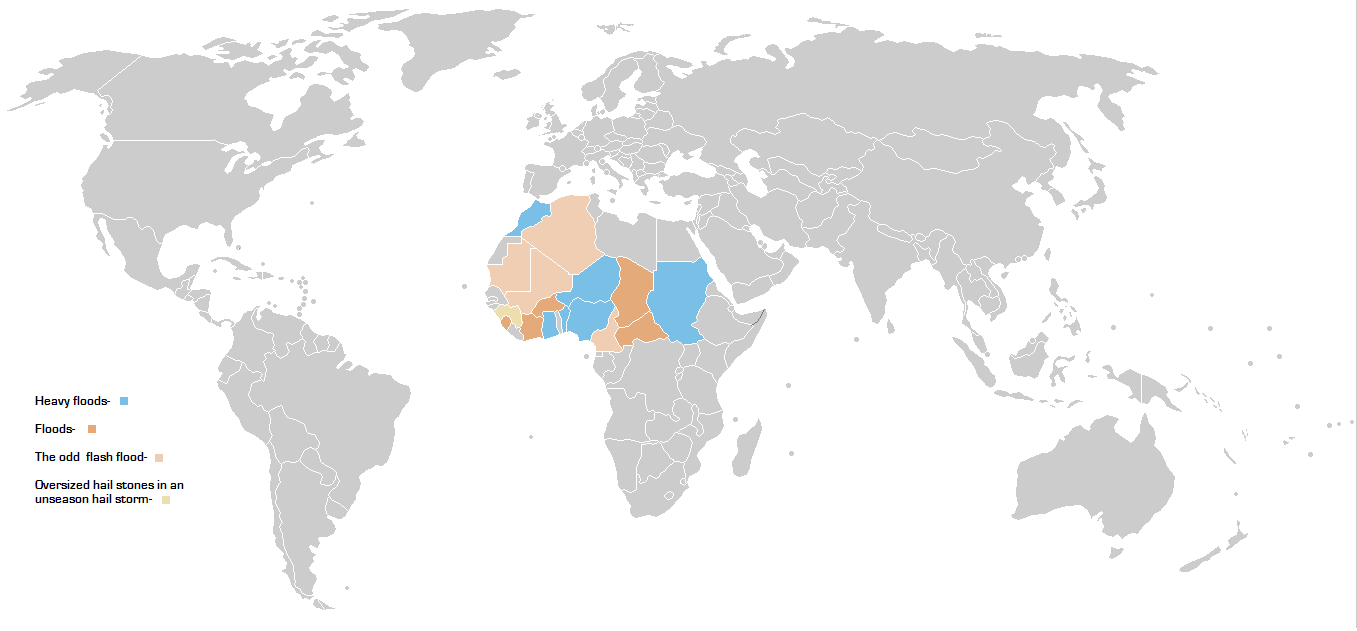
Die betroffenen Länder der Flutkatastrophe

Die Flutkatastrophe in West- und Zentralafrika begann im Juni 2010 und wurde von wochenlangen Regenfällen verursacht. Sie betraf hauptsächlich Benin, Nigeria, Togo und Ghana. Die Katastrophe forderte bis Anfang November mindestens 377 Todesopfer und führte mit zu einer Choleraepidemie in Nigeria mit mehr als 1500 Toten.

## Verlauf
Erste Überschwemmungen gab es in Ghana mit Einsetzen der Regenzeit im Juni 2010; sie forderten bis Ende Juli 40 Todesopfer.
Anfang August erreichte der Fluss Niger seinen höchsten Pegelstand seit 1929. Überflutungen und Erdrutsche infolge von Regenfällen forderten in Niger und Sierra Leone fast 100 Todesopfer. Zuvor hatte es hier eine ausgedehnte Dürre gegeben, die die Nahrungsmittelknappheit zusätzlich verschärfte. Die großflächige Überflutung dauerte bis mindestens Anfang September an.
Ende September wurde weltweit berichtet, zwei Millionen Menschen seien in Nigeria nach Dammbrüchen auf der Flucht. Dies bestätigte sich nicht.
Im Oktober war Benin nach wochenlangem Regen zu fast zwei Dritteln von Überschwemmungen betroffen. Die Überschwemmungen waren die schwersten seit mindestens 1963 und forderten mindestens 50 Tote.
Die Vereinten Nationen meldeten insgesamt mindestens 377 Tote und 1,5 Millionen Betroffene.